# Спирс, Сирил
Сирил Спирс (англ. Cyril Henry Spiers; 4 апреля 1902, Виттон, Бирмингем — 21 мая 1967) — английский футболист, игравший на позиции вратаря, выступавший за клубы «Астон Вилла», «Тоттенхэм Хотспур» и «Вулверхэмптон Уондерерс». Позже более двадцати лет в качестве тренера руководил клубами Английской футбольной лиги.

## Игровая карьера
Спирс начал свою игровую карьеру во время Первой мировой войны, в 1920 году подписал контракт с клубом «Астон Вилла» в котором за семилетнюю карьеру провёл 104 матча в Лиге и 8 матчей в Кубке Англии. Покинул клуб после серьёзной травмы полагая, что больше никогда не сможет играть в футбол. Однако после проведённой экспериментальной операции смог вернуться в футбол, и присоединился к составу клуба «Тоттенхэм Хотспур», за клуб сыграл 169 матчей в период с 1927 по 1932 год. Первые несколько сезонов боролся за место в основном составе, стабильно заиграл в основе в сезонах 1929/30 годов и 1930/31 годов, сезон 1932/33 годов пропустил из-за травмы. Позже покинул клуб и стал играющим тренером, а позже помощником тренера Фрэнка Бакли в клубе «Вулверхэмптон Уондерерс». Провёл восемь матчей за «Волков».

## Тренерская карьера
В 1939 году занял пост тренера в клубе «Кардифф Сити», однако его работа в главной команде была прервана после начала Второй мировой войны, оставался в структуре клуба на протяжении всей войны и создал несколько детских команд, которые впоследствии вырастили для клуба таких игроков как Алан Харрингтон и Колин Бейкер. В июне 1946 года покинул клуб и ушёл тренировать «Норвич Сити». Вернулся в Кардифф в декабре 1947 года в качестве главного тренера. В сентябре 1954 года возглавил «Кристал Пэлас». Позже он некоторое время занимался скаутской работой в клубе «Лестер Сити», прежде чем в 1962 году возглавил клуб «Эксетер Сити», который стал его последним местом работы.
Скончался 21 мая 1967 года в возрасте 65 лет.